# Ogawa Takuji

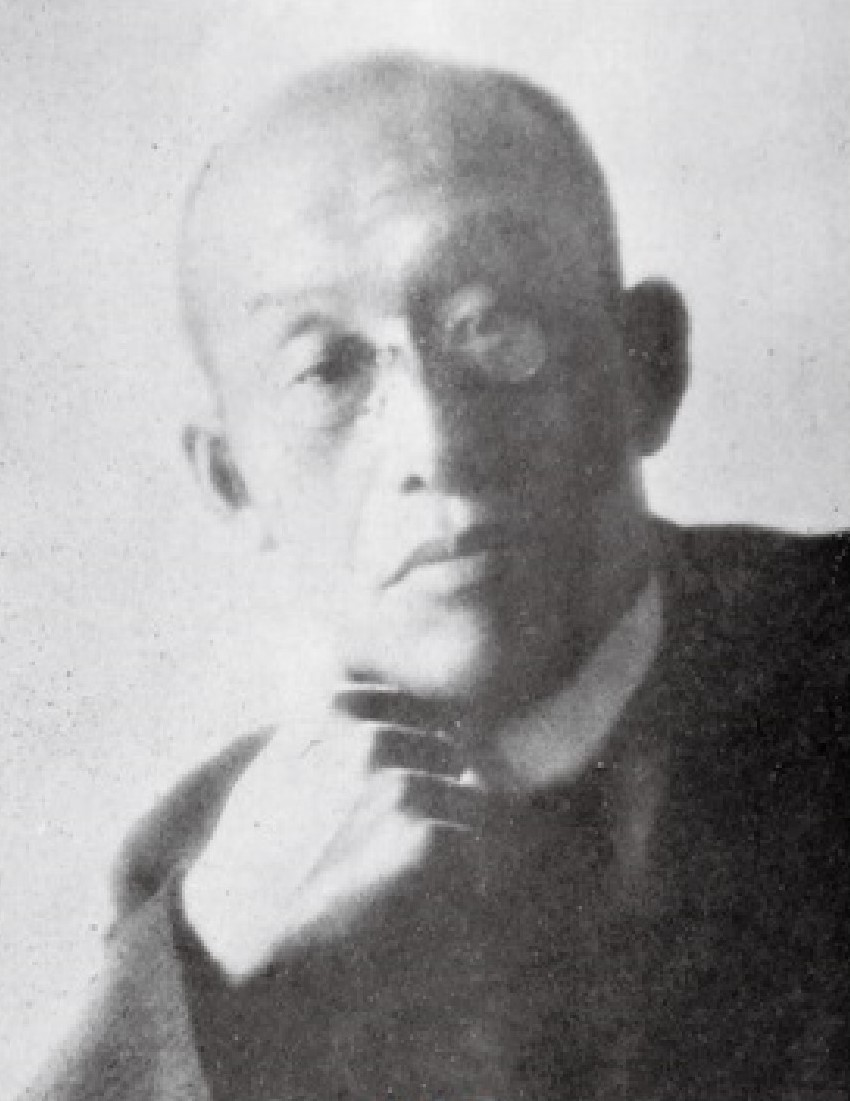
Ogawa Takuji

Ogawa Takuji (japanisch 小川 琢治; geboren 26. Juni 1870 in Tanabe (Präfektur Wakayama); gestorben 15. November 1941) war ein japanischer Geologe und Geograph.

## Leben und Wirken
Ogawa Takuji wurde als Sohn einer konfuzianischen Familie geboren. 1896, nach seinem Abschluss an der Fakultät für Geologie der kaiserlichen Universität Tokio, trat er in den „Geological Survey of Japan“ (地質調査所, Chishitsu chōsasho) ein, wo er geologische Karten im Maßstab  1/200,000 von Kōchi, Kimoto, Tōba, Kap Suzu (珠洲岬) und Wajima erstellte.
1902 reiste Ogawa nach China und besuchte verschiedene Orte in Nordchina. 1908 wurde er Professor an der Kaiserlichen Universität Kyōto, wo er die Geographiekurse leitete. 1921 wurde er leitender Professor am Institut für Geologie und Mineralogie der naturwissenschaftlichen Fakultät der Universität. Er organisierte den „Chikyū Gakudan“ (地球学団) – „Erdwissenschaftliche Vereinigung“ und gab das Bulletin „Chikyū“ (地球) – „Der Erdball“ heraus. 1930 wurde er als Meiyo Kyōju verabschiedet. Er war Mitglied der Kaiserlichen Akademie der Wissenschaften.
Ogawa verfasste viele Artikel und Bücher, darunter „Chishitsu genshō no shin kaishaku“ (地質現象の新解釈) – „Eine neue Interpretation geologischer Phänomene“, das die Theorie tiefer Erdbeben vertritt, „Shina rekishi chiri kenkyū“ (支那歴史地理研究) – „Chinesische historische Geographie“, das die historische Geographie Chinas diskutiert, „Taiwan shotō-shi“ (台湾諸島誌) – „Taiwan–Inseln Magazin“, „Nihon chizuchō“ (日本地図帖) – „Japan Atlas“.
Der älteste Sohn war der Metallurg Ogawa Yoshiki (小川 芳樹; 1902–1959), der zweite Sohn war der Sinologe Kaizuka Shigeki (貝塚 茂樹; 1904–1987), der dritte Sohn Yukawa Hideki (1907–1981) war Nobelpreisträger im Fach Physik und der vierte Sohn Ogawa Tamaki (小川 環樹; 1910–1993) war Sinologe.